# ویپورایزر

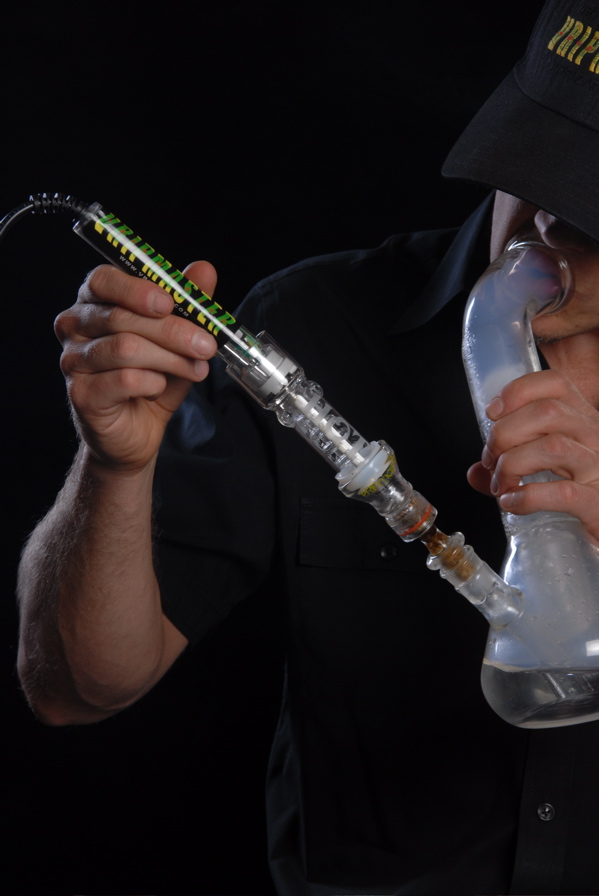

ویپرایزر مبدل حرارتی تجهیزی است که بدون نیاز به برق یا آب و تنها با استفاده از جریان هوا می‌تواند میعانات گازی مثل نیتروژن، اکسیژن، آرگون و … از حالت مایع به گاز تبدیل کند. کارکرد این مبدل بر اساس اختلاف دمای محیط با دمای سیال می‌باشد. به این صورت که مایع از درون لوله متصل به فین عبور می‌کند و باعث تغییر حالت مایع به گاز می‌شود.